# Lijst van afleveringen van Buffy the Vampire Slayer
Het volgende is een lijst van afleveringen van de televisieserie Buffy the Vampire Slayer.
| Mini-content: Buffyverse afleveringen "BS" = Buffy seizoen, "AS" = Angel seizoen | Mini-content: Buffyverse afleveringen "BS" = Buffy seizoen, "AS" = Angel seizoen | Mini-content: Buffyverse afleveringen "BS" = Buffy seizoen, "AS" = Angel seizoen | Mini-content: Buffyverse afleveringen "BS" = Buffy seizoen, "AS" = Angel seizoen | Mini-content: Buffyverse afleveringen "BS" = Buffy seizoen, "AS" = Angel seizoen | Mini-content: Buffyverse afleveringen "BS" = Buffy seizoen, "AS" = Angel seizoen | Mini-content: Buffyverse afleveringen "BS" = Buffy seizoen, "AS" = Angel seizoen | Mini-content: Buffyverse afleveringen "BS" = Buffy seizoen, "AS" = Angel seizoen |
| -------------------------------------------------------------------------------- | -------------------------------------------------------------------------------- | -------------------------------------------------------------------------------- | -------------------------------------------------------------------------------- | -------------------------------------------------------------------------------- | -------------------------------------------------------------------------------- | -------------------------------------------------------------------------------- | -------------------------------------------------------------------------------- |
| BS1                                                                              | BS2                                                                              | BS3                                                                              | BS4                                                                              | BS5                                                                              | BS6                                                                              | BS7                                                                              | -                                                                                |
| -                                                                                | -                                                                                | -                                                                                | AS1                                                                              | AS2                                                                              | AS3                                                                              | AS4                                                                              | AS5                                                                              |

 (Sommige titels kunnen spoilers bevatten!)

## Seizoen 1 (1997)
| Titel | Release datum VS        | Productie code | Aflevering ? | Aflevering ? | Buffyverse aflevering |
| --- | ----------------------- | -------------- | ------------ | ------------ | --------------------- |
| "Buffy pilot" (nooit uitgezonden) | (Niet uitgezonden) 1996 | 4V00           | 0            | 1x00         | -                     |
| Buffy Summers arriveert in een schijnbaar rustige stad, maar snel ontdekt ze dat ze haar rol als Doder moet vervullen.                                                                                           |                         |                |              |              |                       |
| |                         |                |              |              |                       |
| "Welcome to the Hellmouth" | 10 maart 1997           | 4V01           | 1            | 1x01         | 1                     |
| Buffy arriveert in Sunnydale en ontdekt dat haar Wachter zich daar bevindt. Ze begint opnieuw met het doden van vampieren.                                                                                       |                         |                |              |              |                       |
| |                         |                |              |              |                       |
| "The Harvest" | 10 maart 1997           | 4V02           | 2            | 1x02         | 2                     |
| Buffy hoort van haar Wachter het bloederige plan van De Meester. |                         |                |              |              |                       |
| |                         |                |              |              |                       |
| "Witch" | 17 maart 1997           | 4V03           | 3            | 1x03         | 3                     |
| Iemand gebruikt Zwarte magie op de meisjes van de try-outs voor cheerleaders. De gang lijkt de aanrichter te hebben gevonden, maar schijn bedriegt.                                                              |                         |                |              |              |                       |
| |                         |                |              |              |                       |
| "Teacher's Pet" | 25 maart 1997           | 4V04           | 4            | 1x04         | 4                     |
| Xander valt op de nieuwe invaldocente van biologie, waar meer achter kan schuilen dan op het eerste gezicht lijkt.                                                                                               |                         |                |              |              |                       |
| |                         |                |              |              |                       |
| "Never Kill a Boy on the First Date" | 31 maart 1997           | 4V05           | 5            | 1x05         | 5                     |
| Het Doder-zijn is in geheel conflict met het puberverlangen wanneer Buffy een date wil met de knappe en serieuze Owen. Ondertussen beraamt de Meester een plan om een belangrijke bondgenoot bij zich te voegen. |                         |                |              |              |                       |
| |                         |                |              |              |                       |
| "The Pack" | 7 april 1997            | 4V06           | 6            | 1x06         | 6                     |
| Na een schoolreisje naar de dierentuin zijn sommigen veel gemener dan ooit — en Xander voegt zich bij hen. |                         |                |              |              |                       |
| |                         |                |              |              |                       |
| "Angel" | 14 april 1997           | 4V07           | 7            | 1x07         | 7                     |
| Buffy en Angel kussen elkaar voor het eerst en ze ontdekt wie Angel werkelijk is. Ondertussen bereidt Darla een gemeen plan voor om Buffy en Angel uit elkaar te drijven.                                        |                         |                |              |              |                       |
| |                         |                |              |              |                       |
| "I, Robot... You, Jane" | 28 april 1997           | 4V08           | 8            | 1x08         | 8                     |
| Een demon is losgelaten op het internet en betovert verschillende mensen, waaronder Willow Rosenberg die weigert te luisteren naar de waarschuwingen van haar dierbaren.                                         |                         |                |              |              |                       |
| |                         |                |              |              |                       |
| "The Puppet Show" | 5 mei 1997              | 4V09           | 9            | 1x09         | 9                     |
| Buffy en haar vrienden worden gedwongen om mee te doen aan de Talentenshow, waar onder de deelnemers een aantal doden vallen en er organen missen bij de slachtoffers.                                           |                         |                |              |              |                       |
| |                         |                |              |              |                       |
| "Nightmares" | 12 mei 1997             | 4V10           | 10           | 1x10         | 10                    |
| De inwoners van Sunnydale komen erachter dat hun nachtmerries uitkomen. |                         |                |              |              |                       |
| |                         |                |              |              |                       |
| "Out of Mind, Out of Sight" | 19 mei 1997             | 4V11           | 11           | 1x11         | 11                    |
| Een onzichtbaar persoon zoekt een persoonlijke vendetta tegen de populaire Cordelia. |                         |                |              |              |                       |
| |                         |                |              |              |                       |
| "Prophecy Girl" | 2 juni 1997             | 4V12           | 12           | 1x12         | 12                    |
| Een boek met voorspellingen voorspelt dat Buffy tegen De Meester zal vechten en de confrontatie niet zal overleven.                                                                                              |                         |                |              |              |                       |

| Mini-content: Buffyverse afleveringen "BS" = Buffy seizoen, "AS" = Angel seizoen | Mini-content: Buffyverse afleveringen "BS" = Buffy seizoen, "AS" = Angel seizoen | Mini-content: Buffyverse afleveringen "BS" = Buffy seizoen, "AS" = Angel seizoen | Mini-content: Buffyverse afleveringen "BS" = Buffy seizoen, "AS" = Angel seizoen | Mini-content: Buffyverse afleveringen "BS" = Buffy seizoen, "AS" = Angel seizoen | Mini-content: Buffyverse afleveringen "BS" = Buffy seizoen, "AS" = Angel seizoen | Mini-content: Buffyverse afleveringen "BS" = Buffy seizoen, "AS" = Angel seizoen | Mini-content: Buffyverse afleveringen "BS" = Buffy seizoen, "AS" = Angel seizoen |
| -------------------------------------------------------------------------------- | -------------------------------------------------------------------------------- | -------------------------------------------------------------------------------- | -------------------------------------------------------------------------------- | -------------------------------------------------------------------------------- | -------------------------------------------------------------------------------- | -------------------------------------------------------------------------------- | -------------------------------------------------------------------------------- |
| BS1                                                                              | BS2                                                                              | BS3                                                                              | BS4                                                                              | BS5                                                                              | BS6                                                                              | BS7                                                                              | -                                                                                |
| -                                                                                | -                                                                                | -                                                                                | AS1                                                                              | AS2                                                                              | AS3                                                                              | AS4                                                                              | AS5                                                                              |

## Seizoen 2 (1997-1998)
| Titel | Release datum VS  | Productie code | Aflevering ? | Aflevering ? | Buffyverse aflevering |
| --- | ----------------- | -------------- | ------------ | ------------ | --------------------- |
| "When She Was Bad" | 15 september 1997 | 5V01           | 13           | 2x01         | 13                    |
| Buffy keert terug naar Sunnydale met nare herinneringen aan haar gevecht met de Meester, terwijl de Gezalfde werkt aan de herrijzing van de Meester.                                                                                                  |                   |                |              |              |                       |
| |                   |                |              |              |                       |
| "Some Assembly Required" | 22 september 1997 | 5V02           | 14           | 2x02         | 14                    |
| Als er op mysterieuze wijze lichaamsdelen verdwijnen van begraven meisjes ontdekt Buffy dat die delen gebruikt worden om de perfecte vrouw te creëren. Het enige wat nog niet is verdwenen is een hoofd...                                            |                   |                |              |              |                       |
| |                   |                |              |              |                       |
| "School Hard" | 29 september 1997 | 5V03           | 15           | 2x03         | 15                    |
| Het vampierskoppel Spike en Drusilla komen naar Sunnydale. Buffy zal haar klasgenoten, de directeur en haar moeder moeten beschermen tegen gasten die ongenodigd de ouderavond komen verstoren. Het moeilijkste is echter om haar geheim te behouden! |                   |                |              |              |                       |
| |                   |                |              |              |                       |
| "Inca Mummy Girl" | 6 oktober 1997    | 5V04           | 16           | 2x04         | 16                    |
| Buffy en Joyce Summers nemen een buitenlandse studente uit Peru in huis, die direct bij Xander in de smaak valt. |                   |                |              |              |                       |
| |                   |                |              |              |                       |
| "Reptile Boy" | 13 oktober 1997   | 5V05           | 17           | 2x05         | 17                    |
| Cordelia neemt Buffy mee uit naar een feestje, waar ze beiden kandidaat worden voor opoffering door demon-aanbidders. |                   |                |              |              |                       |
| |                   |                |              |              |                       |
| "Halloween" | 27 oktober 1997   | 5V06           | 18           | 2x06         | 18                    |
| Een man uit het verleden van Giles komt naar Sunnydale, waar kinderen veranderen in hun Halloweenkledij. |                   |                |              |              |                       |
| |                   |                |              |              |                       |
| "Lie to Me" | 2 november 1997   | 5V07           | 19           | 2x07         | 19                    |
| Buffy's oude liefde van haar vorige school uit LA komt naar Sunnydale, maar hij heeft zo zijn eigen geheimen voor haar. |                   |                |              |              |                       |
| |                   |                |              |              |                       |
| "The Dark Age" | 10 november 1997  | 5V08           | 20           | 2x08         | 20                    |
| Ethan Rayne komt terug en dwingt Giles zijn duistere verleden te onthullen. |                   |                |              |              |                       |
| |                   |                |              |              |                       |
| "What's My Line (Deel Een)" | 17 november 1997  | 5V09           | 21           | 2x09         | 21                    |
| Een onbekend meisje komt naar Sunnydale en blijkt ook een Doder te zijn. De Scooby-bende heeft carrièreweek op school en Spike stuurt een groep huurmoordenaars achter Buffy aan.                                                                     |                   |                |              |              |                       |
| |                   |                |              |              |                       |
| "What's My Line (Deel Twee)" | 24 november 1997  | 5V10           | 22           | 2x10         | 22                    |
| Buffy en Kendra moeten samenwerken om Angel te redden en vechten tegen Spike en Drusilla. |                   |                |              |              |                       |
| |                   |                |              |              |                       |
| "Ted" | 8 december 1997   | 5V11           | 23           | 2x11         | 23                    |
| Joyce heeft eindelijk een nieuwe vriend, maar Buffy vindt hem maar niets, in tegenstelling tot de rest. Ze lijkt gelijk te krijgen als ze op onderzoek uitgaat.                                                                                       |                   |                |              |              |                       |
| |                   |                |              |              |                       |
| "Bad Eggs" | 12 januari 1998   | 5V12           | 24           | 2x12         | 24                    |
| Sunnydale High studenten krijgen vreemde eieren als hun "baby's" voor de biologielessen. |                   |                |              |              |                       |
| |                   |                |              |              |                       |
| "Surprise" | 19 januari 1998   | 5V13           | 25           | 2x13         | 25                    |
| Spike en Drusilla proberen de afgesneden lichaamsdelen van de Rechter bij elkaar te brengen om ze zo als dodelijk wapen te gebruiken tegen Buffy. Buffy en Angel volmaken hun relatie.                                                                |                   |                |              |              |                       |
| |                   |                |              |              |                       |
| "Innocence" | 20 januari 1998   | 5V14           | 26           | 2x14         | 26                    |
| Angel ondergaat een drastische verandering; de relatie tussen Giles en Jenny neemt een onverwachte wending en Willow is zwaar teleurgesteld wanneer ze erachter komt dat Xander een verhouding heeft met Cordelia.                                    |                   |                |              |              |                       |
| |                   |                |              |              |                       |
| "Phases" | 27 januari 1998   | 5V15           | 27           | 2x15         | 27                    |
| De bende probeert een weerwolf te redden van een jager; Oz ontdekt iets belangrijks. |                   |                |              |              |                       |
| |                   |                |              |              |                       |
| "Bewitched, Bothered and Bewildered" | 10 februari 1998  | 5V16           | 28           | 2x16         | 28                    |
| Op Valentijnsdag staat Cordelia onder druk door haar vriendinnen over haar relatie met Xander, die een gevaarlijke spreuk uitprobeert. |                   |                |              |              |                       |
| |                   |                |              |              |                       |
| "Passion" | 24 februari 1998  | 5V17           | 29           | 2x17         | 29                    |
| Angelus blijft Buffy kwellen als Jenny het probeert goed te maken. |                   |                |              |              |                       |
| |                   |                |              |              |                       |
| "Killed by Death" | 3 maart 1998      | 5V18           | 30           | 2x18         | 30                    |
| De koorts stuurt Buffy naar het ziekenhuis, waar ze vermoedt dat er kinderen worden vermoord door een monster die onder mysterieuze omstandigheden zijn overleden naar wat het lijkt op een gewone griep.                                             |                   |                |              |              |                       |
| |                   |                |              |              |                       |
| "I Only Have Eyes for You" | 28 april 1998     | 5V19           | 31           | 2x19         | 31                    |
| Een gekwelde geest herhaalt steeds zijn zelfmoordactie op Sunnydale High. |                   |                |              |              |                       |
| |                   |                |              |              |                       |
| "Go Fish" | 5 mei 1998        | 5V20           | 32           | 2x20         | 32                    |
| Wanneer het lijkt dat iets het heeft gemunt op het zwemteam, gaat Xander undercover in het team als lid om de toedracht te vinden. |                   |                |              |              |                       |
| |                   |                |              |              |                       |
| "Becoming (Deel Een)" | 12 mei 1998       | 5V21           | 33           | 2x21         | 33                    |
| Angelus bereidt een ritueel voor om de wereld de hel in te zuigen; Willow ontdekt het ritueel dat zijn ziel terug kan geven. |                   |                |              |              |                       |
| |                   |                |              |              |                       |
| "Becoming (Deel Twee)" | 19 mei 1998       | 5V22           | 34           | 2x22         | 34                    |
| Buffy's leven hangt aan een zijden draadje als Angelus het portaal naar de hel opent. |                   |                |              |              |                       |

| Mini-content: Buffyverse afleveringen "BS" = Buffy seizoen, "AS" = Angel seizoen | Mini-content: Buffyverse afleveringen "BS" = Buffy seizoen, "AS" = Angel seizoen | Mini-content: Buffyverse afleveringen "BS" = Buffy seizoen, "AS" = Angel seizoen | Mini-content: Buffyverse afleveringen "BS" = Buffy seizoen, "AS" = Angel seizoen | Mini-content: Buffyverse afleveringen "BS" = Buffy seizoen, "AS" = Angel seizoen | Mini-content: Buffyverse afleveringen "BS" = Buffy seizoen, "AS" = Angel seizoen | Mini-content: Buffyverse afleveringen "BS" = Buffy seizoen, "AS" = Angel seizoen | Mini-content: Buffyverse afleveringen "BS" = Buffy seizoen, "AS" = Angel seizoen |
| -------------------------------------------------------------------------------- | -------------------------------------------------------------------------------- | -------------------------------------------------------------------------------- | -------------------------------------------------------------------------------- | -------------------------------------------------------------------------------- | -------------------------------------------------------------------------------- | -------------------------------------------------------------------------------- | -------------------------------------------------------------------------------- |
| BS1                                                                              | BS2                                                                              | BS3                                                                              | BS4                                                                              | BS5                                                                              | BS6                                                                              | BS7                                                                              | -                                                                                |
| -                                                                                | -                                                                                | -                                                                                | AS1                                                                              | AS2                                                                              | AS3                                                                              | AS4                                                                              | AS5                                                                              |

## Seizoen 3 (1998-1999)
| Titel | Release datum VS  | Productie code | Aflevering ? | Aflevering ? | Buffyverse aflevering |
| --- | ----------------- | -------------- | ------------ | ------------ | --------------------- |
| "Anne" | 29 september 1998 | 3ABB01         | 35           | 3x01         | 35                    |
| Buffy probeert een nieuw leven op te bouwen in L.A.; Giles zoekt intussen het hele land naar haar af. |                   |                |              |              |                       |
| |                   |                |              |              |                       |
| "Dead Man's Party" | 6 oktober 1998    | 3ABB02         | 36           | 3x02         | 36                    |
| Buffy heeft het moeilijk met haar terugkeer in Sunnydale wanneer haar vrienden haar lijken te negeren. Het masker van haar moeder helpt niet echt mee. |                   |                |              |              |                       |
| |                   |                |              |              |                       |
| "Faith, Hope and Trick" | 13 oktober 1998   | 3ABB03         | 37           | 3x03         | 37                    |
| Een nieuwe Doder arriveert in Sunnydale; Buffy begint de gebeurtenissen van vorig seizoen te accepteren. |                   |                |              |              |                       |
| |                   |                |              |              |                       |
| "Beauty and the Beasts" | 20 oktober 1998   | 3ABB04         | 38           | 3x04         | 38                    |
| Oz wordt verdacht van brute moorden nadat hij is ontsnapt; Buffy heeft moeite met de terugkeer van Angel. |                   |                |              |              |                       |
| |                   |                |              |              |                       |
| "Homecoming" | 3 november 1998   | 3ABB05         | 39           | 3x05         | 39                    |
| Buffy en Cordelia strijden om de titel Koningin van het Bal als ze in een gevaarlijke competitie terechtkomen. |                   |                |              |              |                       |
| |                   |                |              |              |                       |
| "Band Candy" | 10 november 1998  | 3ABB06         | 40           | 3x06         | 40                    |
| Snoep veroorzaakt bij de volwassenen in Sunnydale tienergedrag. |                   |                |              |              |                       |
| |                   |                |              |              |                       |
| "Revelations" | 17 november 1998  | 3ABB07         | 41           | 3x07         | 41                    |
| Faiths nieuwe Wachter arriveert in Sunnydale; de Scooby-bende ontdekt Buffy's geheim over Angel en dat ze hem verborgen heeft gehouden voor de Scooby-bende. |                   |                |              |              |                       |
| |                   |                |              |              |                       |
| "Lovers Walk" | 24 november 1998  | 3ABB08         | 42           | 3x08         | 42                    |
| Een door liefdesverdriet verscheurde Spike komt terug en ontvoert Willow en Xander. |                   |                |              |              |                       |
| |                   |                |              |              |                       |
| "The Wish" | 8 december 1998   | 3ABB09         | 43           | 3x09         | 43                    |
| Een wraakdemon laat Cordelia een wens doen — met gruwelijke gevolgen. |                   |                |              |              |                       |
| |                   |                |              |              |                       |
| "Amends" | 15 december 1998  | 3ABB10         | 44           | 3x10         | 44                    |
| Tijdens kerst wordt Angel achtervolgd door slachtoffers van zijn oude misdaden. Buffy vraagt advies bij Giles hoe ze Angel kunnen helpen. |                   |                |              |              |                       |
| |                   |                |              |              |                       |
| "Gingerbread" | 12 januari 1999   | 3ABB11         | 45           | 3x11         | 45                    |
| Achtervolgd door de beelden van de twee gevonden kinderlijkjes, leidt Joyce een heksenjacht in Sunnydale. |                   |                |              |              |                       |
| |                   |                |              |              |                       |
| "Helpless" | 19 januari 1999   | 3ABB12         | 46           | 3x12         | 46                    |
| Buffy's 18e verjaardag brengt haar bij een gevaarlijke test. De vertrouwensband tussen Giles en Buffy wordt hierdoor op de proef gesteld. |                   |                |              |              |                       |
| |                   |                |              |              |                       |
| "The Zeppo" | 26 januari 1999   | 3ABB13         | 47           | 3x13         | 47                    |
| Zich buitengesloten voelend van de Scooby-bende beleeft Xander avonturen met een nieuwe "vriend". |                   |                |              |              |                       |
| |                   |                |              |              |                       |
| "Bad Girls" | 9 februari 1999   | 3ABB14         | 48           | 3x14         | 48                    |
| Buffy krijgt een nieuwe Wachter; Faith lokt Buffy mee in gevaarlijke situaties. |                   |                |              |              |                       |
| |                   |                |              |              |                       |
| "Consequences" | 16 februari 1999  | 3ABB15         | 49           | 3x15         | 49                    |
| Buffy worstelt met de lak aan regels van Faith; Faith maakt haar verandering compleet. |                   |                |              |              |                       |
| |                   |                |              |              |                       |
| "Doppelgängland" | 23 februari 1999  | 3ABB16         | 50           | 3x16         | 50                    |
| Anya probeert haar oude krachten weer terug te krijgen en betrekt Willow mee in haar plan. |                   |                |              |              |                       |
| |                   |                |              |              |                       |
| "Enemies" | 16 maart 1999     | 3ABB17         | 51           | 3x17         | 51                    |
| Faith en de burgemeester beraden hoe ze Angels ziel kunnen stelen. |                   |                |              |              |                       |
| |                   |                |              |              |                       |
| "Earshot" | 21 september 1999 | 3ABB18         | 52           | 3x18         | 52                    |
| Buffy raakt geïnfecteerd met het bloed van een demon en ontvangt een van zijn gaven. |                   |                |              |              |                       |
| |                   |                |              |              |                       |
| "Choices" | 4 mei 1999        | 3ABB19         | 53           | 3x19         | 53                    |
| De Scooby-bende bespreekt hun toekomst; Buffy probeert de plannen van de burgemeester te dwarsbomen. |                   |                |              |              |                       |
| |                   |                |              |              |                       |
| "The Prom" | 11 mei 1999       | 3ABB20         | 54           | 3x20         | 54                    |
| Buffy moet haar persoonlijke problemen opzij zetten wanneer een bloedbad dreigt op het eindejaarsbal van Sunnydale High. |                   |                |              |              |                       |
| |                   |                |              |              |                       |
| "Graduation Day (Deel Een)" | 18 mei 1999       | 3ABB21         | 55           | 3x21         | 55                    |
| Terwijl de burgemeester zich opmaakt voor zijn transformatie, vecht Buffy tegen Faith om Angel te redden van een dodelijk gif voor vampiers. |                   |                |              |              |                       |
| |                   |                |              |              |                       |
| "Graduation Day (Deel Twee)" | 13 juli 1999      | 3ABB22         | 56           | 3x22         | 56                    |
| Na hun gevecht op leven en dood raakt Faith in een coma, waarop Buffy Angel met haar eigen bloed voedt om zijn lichaam te ontdoen van het gif. Wanneer ze bij is gekomen van dit alles, zetten de Scoobies hun plan in werking om de burgemeester eens en voor altijd te verslaan. |                   |                |              |              |                       |

| Mini-content: Buffyverse afleveringen "BS" = Buffy seizoen, "AS" = Angel seizoen | Mini-content: Buffyverse afleveringen "BS" = Buffy seizoen, "AS" = Angel seizoen | Mini-content: Buffyverse afleveringen "BS" = Buffy seizoen, "AS" = Angel seizoen | Mini-content: Buffyverse afleveringen "BS" = Buffy seizoen, "AS" = Angel seizoen | Mini-content: Buffyverse afleveringen "BS" = Buffy seizoen, "AS" = Angel seizoen | Mini-content: Buffyverse afleveringen "BS" = Buffy seizoen, "AS" = Angel seizoen | Mini-content: Buffyverse afleveringen "BS" = Buffy seizoen, "AS" = Angel seizoen | Mini-content: Buffyverse afleveringen "BS" = Buffy seizoen, "AS" = Angel seizoen |
| -------------------------------------------------------------------------------- | -------------------------------------------------------------------------------- | -------------------------------------------------------------------------------- | -------------------------------------------------------------------------------- | -------------------------------------------------------------------------------- | -------------------------------------------------------------------------------- | -------------------------------------------------------------------------------- | -------------------------------------------------------------------------------- |
| BS1                                                                              | BS2                                                                              | BS3                                                                              | BS4                                                                              | BS5                                                                              | BS6                                                                              | BS7                                                                              | -                                                                                |
| -                                                                                | -                                                                                | -                                                                                | AS1                                                                              | AS2                                                                              | AS3                                                                              | AS4                                                                              | AS5                                                                              |

## Seizoen 4 (1999-2000)
| Titel | Release datum VS | Productie code | Aflevering ? | Aflevering ? | Buffyverse aflevering |
| --- | ---------------- | -------------- | ------------ | ------------ | --------------------- |
| "The Freshman" | 5 oktober 1999   | 4ABB01         | 57           | 4x01         | 57                    |
| Terwijl Willow uitblinkt in de colleges heeft Buffy het moeilijk om haar studie met het Doder-zijn te combineren. |                  |                |              |              |                       |
| |                  |                |              |              |                       |
| "Living Conditions" | 12 oktober 1999  | 4ABB02         | 58           | 4x02         | 59                    |
| Buffy is ervan overtuigd dat haar vervelende kamergenoot kwaadaardig is, maar haar vrienden denken dat ze overdrijft. |                  |                |              |              |                       |
| |                  |                |              |              |                       |
| "The Harsh Light of Day" | 19 oktober 1999  | 4ABB03         | 59           | 4x03         | 61                    |
| Spike keert terug naar Sunnydale op zoek naar een ring die vampiers onsterfelijk maakt; Buffy probeert haar liefdesleven weer op te pakken en gaat op date met medestudent Parker.                                                             |                  |                |              |              |                       |
| |                  |                |              |              |                       |
| "Fear Itself" | 26 oktober 1999  | 4ABB04         | 60           | 4x04         | 63                    |
| Tijdens het Halloweenfeest komt iedereen met zijn eigen angsten oog in oog te staan. Het blijkt echter in hun hoofd te zitten, dankzij een demon die zich met angst voedt.                                                                     |                  |                |              |              |                       |
| |                  |                |              |              |                       |
| "Beer Bad" | 2 november 1999  | 4ABB05         | 61           | 4x05         | 65                    |
| Buffy drinkt haar zorgen en gekwetste gevoelens om Parker weg met bier samen met een paar oudere studenten; Xander maakt zich zorgen wanneer ze zich als Neanderthalers beginnen te gedragen.                                                  |                  |                |              |              |                       |
| |                  |                |              |              |                       |
| "Wild at Heart" | 9 november 1999  | 4ABB06         | 62           | 4x06         | 67                    |
| Oz en Willows relatie wordt op de proef gesteld wanneer Oz zich aangetrokken voelt tot een mystieke vrouw. |                  |                |              |              |                       |
| |                  |                |              |              |                       |
| "The Initiative" | 16 november 1999 | 4ABB07         | 63           | 4x07         | 69                    |
| Spike is gevangene van een ondergronds demon-onderzoeklaboratorium; Riley realiseert zich dat hij verliefd is op Buffy. |                  |                |              |              |                       |
| |                  |                |              |              |                       |
| "Pangs" | 23 november 1999 | 4ABB08         | 64           | 4x08         | 71                    |
| Angel arriveert in Sunnydale om Buffy te beschermen zonder dat ze het zelf weet. Zij probeert een perfect Thanksgiving-diner te bereiden, maar dat gaat verkeerd als de wraakgeest Hus van een eeuwenoude bevolking naar Sunnydale terugkeert. |                  |                |              |              |                       |
| |                  |                |              |              |                       |
| "Something Blue" | 30 november 1999 | 4ABB09         | 65           | 4x09         | 73                    |
| Een spreuk van een om Oz treurende Willow gaat fout; Giles wordt blind, Xander wordt ineens aangevallen door allerlei demonen en Buffy en Spike kondigen plotseling hun huwelijk aan.                                                          |                  |                |              |              |                       |
| |                  |                |              |              |                       |
| "Hush" | 14 december 1999 | 4ABB10         | 66           | 4x10         | 75                    |
| Nadat iedereen in Sunnydale zijn stem kwijt is, vecht Buffy tegen dodelijke demonen samen met een ongelovige Riley. |                  |                |              |              |                       |
| |                  |                |              |              |                       |
| "Doomed" | 18 januari 2000  | 4ABB11         | 67           | 4x11         | 77                    |
| Buffy en Riley worstelen met elkaars geheimen; de Scooby-bende moet terugkeren naar de puinhopen van Sunnydale High, wanneer een groep demonen de Hellemond wil openen.                                                                        |                  |                |              |              |                       |
| |                  |                |              |              |                       |
| "A New Man" | 25 januari 2000  | 4ABB12         | 68           | 4x12         | 80                    |
| Wanneer Giles in een demon veranderd is, moet hij hulp vragen aan een onwaarschijnlijke bron terwijl Buffy op hem aan het jagen is. |                  |                |              |              |                       |
| |                  |                |              |              |                       |
| "The I in Team" | 8 februari 2000  | 4ABB13         | 69           | 4x13         | 81                    |
| De bende maakt zich zorgen over Buffy's omgang met Het Initiatief; Maggie Walsh stuurt Buffy op een gevaarlijke missie. |                  |                |              |              |                       |
| |                  |                |              |              |                       |
| "Goodbye Iowa" | 15 februari 2000 | 4ABB14         | 70           | 4x14         | 83                    |
| Buffy ontdekt het geheime wapen van Het Initiatief; Riley wordt onstabiel na de dood van zijn mentor. |                  |                |              |              |                       |
| |                  |                |              |              |                       |
| "This Year's Girl" | 22 februari 2000 | 4ABB15         | 71           | 4x15         | 85                    |
| Faith ontwaakt uit haar coma en zoekt wraak op Buffy met de hulp van een mystiek cadeau van de voormalige Burgemeester. |                  |                |              |              |                       |
| |                  |                |              |              |                       |
| "Who Are You?" | 29 februari 2000 | 4ABB16         | 72           | 4x16         | 87                    |
| Wanneer Buffy per abuis wordt gekidnapt door de Wachtersraad, leidt Faith nu het leven van Buffy. |                  |                |              |              |                       |
| |                  |                |              |              |                       |
| "Superstar" | 4 april 2000     | 4ABB17         | 73           | 4x17         | 89                    |
| Buffy moet haar gevoelens over Riley en Faith opzij zetten om de superheld Jonathan te onderzoeken. |                  |                |              |              |                       |
| |                  |                |              |              |                       |
| "Where the Wild Things Are" | 25 april 2000    | 4ABB18         | 74           | 4x18         | 91                    |
| Wanneer Buffy en Riley een bovennatuurlijke kracht opwekken, worden ze gegijzeld door getraumatiseerde geestkinderen die op wraak uit zijn. |                  |                |              |              |                       |
| |                  |                |              |              |                       |
| "New Moon Rising" | 2 mei 2000       | 4ABB19         | 75           | 4x19         | 93                    |
| Oz keert terug naar Sunnydale en wordt gevangengenomen door Het Initiatief tijdens volle maan; een door conflicten geteisterde Willow vertelt Buffy over haar nieuwe relatie.                                                                  |                  |                |              |              |                       |
| |                  |                |              |              |                       |
| "The Yoko Factor" | 9 mei 2000       | 4ABB20         | 76           | 4x20         | 95                    |
| Riley vecht met Angel wanneer hij naar Sunnydale komt om het goed te maken met Buffy na zijn uitbrander tegen haar over Faith; Spike werkt samen met Adam tegen Buffy.                                                                         |                  |                |              |              |                       |
| |                  |                |              |              |                       |
| "Primeval" | 16 mei 2000      | 4ABB21         | 77           | 4x21         | 97                    |
| Adam begint een meesterras van menselijke demonen als de Scooby-bende uiteenvalt; Adam kidnapt Riley. |                  |                |              |              |                       |
| |                  |                |              |              |                       |
| "Restless" | 23 mei 2000      | 4ABB22         | 78           | 4x22         | 99                    |
| Een oeroude geest achtervolgt Buffy, Giles, Willow en Xander in hun eigen nachtmerries. |                  |                |              |              |                       |

| Mini-content: Buffyverse afleveringen "BS" = Buffy seizoen, "AS" = Angel seizoen | Mini-content: Buffyverse afleveringen "BS" = Buffy seizoen, "AS" = Angel seizoen | Mini-content: Buffyverse afleveringen "BS" = Buffy seizoen, "AS" = Angel seizoen | Mini-content: Buffyverse afleveringen "BS" = Buffy seizoen, "AS" = Angel seizoen | Mini-content: Buffyverse afleveringen "BS" = Buffy seizoen, "AS" = Angel seizoen | Mini-content: Buffyverse afleveringen "BS" = Buffy seizoen, "AS" = Angel seizoen | Mini-content: Buffyverse afleveringen "BS" = Buffy seizoen, "AS" = Angel seizoen | Mini-content: Buffyverse afleveringen "BS" = Buffy seizoen, "AS" = Angel seizoen |
| -------------------------------------------------------------------------------- | -------------------------------------------------------------------------------- | -------------------------------------------------------------------------------- | -------------------------------------------------------------------------------- | -------------------------------------------------------------------------------- | -------------------------------------------------------------------------------- | -------------------------------------------------------------------------------- | -------------------------------------------------------------------------------- |
| BS1                                                                              | BS2                                                                              | BS3                                                                              | BS4                                                                              | BS5                                                                              | BS6                                                                              | BS7                                                                              | -                                                                                |
| -                                                                                | -                                                                                | -                                                                                | AS1                                                                              | AS2                                                                              | AS3                                                                              | AS4                                                                              | AS5                                                                              |

## Seizoen 5 (2000-2001)
| Titel | Release datum VS  | Productie code | Aflevering ? | Aflevering ? | Buffyverse aflevering |
| --- | ----------------- | -------------- | ------------ | ------------ | --------------------- |
| "Buffy vs. Dracula" | 26 september 2000 | 5ABB01         | 79           | 5x01         | 101                   |
| Buffy ontmoet de grootste vampier van iedereen; Xander wordt zijn hulpje. |                   |                |              |              |                       |
| |                   |                |              |              |                       |
| "Real Me" | 3 oktober 2000    | 5ABB02         | 80           | 5x02         | 103                   |
| Buffy's taak als Doder wordt belemmerd door haar zus Dawn, die is ontvoerd door Harmony's bende.                                                                                             |                   |                |              |              |                       |
| |                   |                |              |              |                       |
| "The Replacement" | 10 oktober 2000   | 5ABB03         | 81           | 5x03         | 105                   |
| Verwarring heerst wanneer er twee Xanders verschijnen. |                   |                |              |              |                       |
| |                   |                |              |              |                       |
| "Out of My Mind" | 17 oktober 2000   | 5ABB04         | 82           | 5x04         | 107                   |
| Riley’s Initiatief verleden bedreigt zijn leven; Spike pakt zijn voordeel van de situatie.                                                                                                   |                   |                |              |              |                       |
| |                   |                |              |              |                       |
| "No Place Like Home" | 24 oktober 2000   | 5ABB05         | 83           | 5x05         | 109                   |
| Joyce wordt ernstig ziek; Buffy ontdekt iets over haar "kleine zusje" Dawn nadat zij een mysterieuze gloeibol heeft gevonden die in verband staat met een groep monniken.                    |                   |                |              |              |                       |
| |                   |                |              |              |                       |
| "Family" | 7 november 2000   | 5ABB06         | 84           | 5x06         | 111                   |
| Tara’s familie maakt een verrassingsbezoek aan Sunnydale, en ze is niet blij ze weer te zien.                                                                                                |                   |                |              |              |                       |
| |                   |                |              |              |                       |
| "Fool for Love" | 14 november 2000  | 5ABB07         | 85           | 5x07         | 113                   |
| Buffy realiseert zich haar sterfelijkheid na een bijna-doodervaring op de begraafplaats en zoekt antwoorden bij Spike.                                                                       |                   |                |              |              |                       |
| |                   |                |              |              |                       |
| "Shadow" | 21 november 2000  | 5ABB08         | 86           | 5x08         | 115                   |
| Als haar moeders gezondheid achteruit gaat, moet Buffy Dawn beschermen tegen Glory en een demonische slang die Glory heeft opgewekt om de "Sleutel" te vinden.                               |                   |                |              |              |                       |
| |                   |                |              |              |                       |
| "Listening to Fear" | 28 november 2000  | 5ABB09         | 87           | 5x09         | 117                   |
| Als Buffy en Dawn hun moeder helpen zich voor te bereiden op haar operatie, doodt een buitenaards wezen patiënten en volgt het Joyce naar huis toe.                                          |                   |                |              |              |                       |
| |                   |                |              |              |                       |
| "Into the Woods" | 19 december 2000  | 5ABB10         | 88           | 5x10         | 119                   |
| Buffy is als door de bliksem getroffen wanneer Spike haar de late avond avonturen van Riley laat zien.                                                                                       |                   |                |              |              |                       |
| |                   |                |              |              |                       |
| "Triangle" | 9 januari 2001    | 5ABB11         | 89           | 5x11         | 121                   |
| De emoties tussen Willow en Anya komen tot een hoogtepunt. |                   |                |              |              |                       |
| |                   |                |              |              |                       |
| "Checkpoint" | 23 januari 2001   | 5ABB12         | 90           | 5x12         | 123                   |
| De Wachtersraad houdt informatie achter over Glory voor Buffy totdat zij bewezen heeft dat ze een confrontatie met Glory aankan. Ook ondervraagt de Raad haar vrienden.                      |                   |                |              |              |                       |
| |                   |                |              |              |                       |
| "Blood Ties" | 6 februari 2001   | 5ABB13         | 91           | 5x13         | 125                   |
| Dawn ontdekt haar afkomst. Verward en aangedaan loopt ze weg van huis en Buffy moet haar zien te vinden, voordat Glory dit doet.                                                             |                   |                |              |              |                       |
| |                   |                |              |              |                       |
| "Crush" | 13 februari 2001  | 5ABB14         | 92           | 5x14         | 127                   |
| Spikes verklaring van liefde voor Buffy wordt veracht wanneer Drusilla terugkomt. |                   |                |              |              |                       |
| |                   |                |              |              |                       |
| "I Was Made to Love You" | 20 februari 2001  | 5ABB15         | 93           | 5x15         | 129                   |
| Buffy moet een robot stoppen die op zoek is naar haar maker. |                   |                |              |              |                       |
| |                   |                |              |              |                       |
| "The Body" | 27 februari 2001  | 5ABB16         | 94           | 5x16         | 131                   |
| Buffy en de bende zijn neergeslagen door de dood van een geliefd persoon. |                   |                |              |              |                       |
| |                   |                |              |              |                       |
| "Forever" | 17 april 2001     | 5ABB17         | 95           | 5x17         | 133                   |
| Buffy wordt getroost door Angel; Dawn is vastbesloten haar moeder terug te brengen. |                   |                |              |              |                       |
| |                   |                |              |              |                       |
| "Intervention" | 24 april 2001     | 5ABB18         | 96           | 5x18         | 135                   |
| De Scoobies ontdekken Spikes nieuwe speeltje; Glory's slaven ontvoeren Spike, denkend dat hij de Sleutel is.                                                                                 |                   |                |              |              |                       |
| |                   |                |              |              |                       |
| "Tough Love" | 1 mei 2001        | 5ABB19         | 97           | 5x19         | 137                   |
| Glory denkt dat ze de Sleutel gevonden heeft. |                   |                |              |              |                       |
| |                   |                |              |              |                       |
| "Spiral" | 8 mei 2001        | 5ABB20         | 98           | 5x20         | 139                   |
| Glory ontdekt de identiteit van de Sleutel, en Buffy en de rest moeten ook nog vluchten voor de Ridders van Byzantium.                                                                       |                   |                |              |              |                       |
| |                   |                |              |              |                       |
| "The Weight of the World" | 15 mei 2001       | 5ABB21         | 99           | 5x21         | 141                   |
| Willow probeert de Doder via telepathie te bereiken en haar uit haar catatone toestand te halen. Ondertussen begint Glory zich steeds menselijker te voelen waar ze erg van in de war raakt. |                   |                |              |              |                       |
| |                   |                |              |              |                       |
| "The Gift" | 22 mei 2001       | 5ABB22         | 100          | 5x22         | 143                   |
| Buffy staat tegenover Glory wanneer het ritueel begint. Niet iedereen overleeft het.. |                   |                |              |              |                       |

| Mini-content: Buffyverse afleveringen "BS" = Buffy seizoen, "AS" = Angel seizoen | Mini-content: Buffyverse afleveringen "BS" = Buffy seizoen, "AS" = Angel seizoen | Mini-content: Buffyverse afleveringen "BS" = Buffy seizoen, "AS" = Angel seizoen | Mini-content: Buffyverse afleveringen "BS" = Buffy seizoen, "AS" = Angel seizoen | Mini-content: Buffyverse afleveringen "BS" = Buffy seizoen, "AS" = Angel seizoen | Mini-content: Buffyverse afleveringen "BS" = Buffy seizoen, "AS" = Angel seizoen | Mini-content: Buffyverse afleveringen "BS" = Buffy seizoen, "AS" = Angel seizoen | Mini-content: Buffyverse afleveringen "BS" = Buffy seizoen, "AS" = Angel seizoen |
| -------------------------------------------------------------------------------- | -------------------------------------------------------------------------------- | -------------------------------------------------------------------------------- | -------------------------------------------------------------------------------- | -------------------------------------------------------------------------------- | -------------------------------------------------------------------------------- | -------------------------------------------------------------------------------- | -------------------------------------------------------------------------------- |
| BS1                                                                              | BS2                                                                              | BS3                                                                              | BS4                                                                              | BS5                                                                              | BS6                                                                              | BS7                                                                              | -                                                                                |
| -                                                                                | -                                                                                | -                                                                                | AS1                                                                              | AS2                                                                              | AS3                                                                              | AS4                                                                              | AS5                                                                              |

## Seizoen 6 (2001-2002)
| Titel | Release datum VS | Productie code | Aflevering ? | Aflevering ? | Buffyverse aflevering |
| --- | ---------------- | -------------- | ------------ | ------------ | --------------------- |
| "Bargaining I + II" | 2 oktober 2001   | 6ABB01/02      | 101/102      | 6x01/6x02    | 147/148               |
| Een bedroefde Giles verlaat Sunnydale; Willow leidt de bende in het terugbrengen van Buffy. |                  |                |              |              |                       |
| |                  |                |              |              |                       |
| "After Life" | 9 oktober 2001   | 6ABB03         | 103          | 6x03         | 150                   |
| De bende ontdekt dat Buffy iets uit de andere dimensie heeft meegenomen en alleen kan blijven voortbestaan als Buffy wordt gedood. |                  |                |              |              |                       |
| |                  |                |              |              |                       |
| "Flooded" | 16 oktober 2001  | 6ABB04         | 104          | 6x04         | 152                   |
| Drie jonge nerds veroorzaken problemen in Sunnydale; Buffy komt weer in de dagelijkse gang van zaken als huisvrouw. |                  |                |              |              |                       |
| |                  |                |              |              |                       |
| "Life Serial" | 23 oktober 2001  | 6ABB05         | 105          | 6x05         | 154                   |
| De Doder heeft moeite met haar nieuwe leven, terwijl het Trio haar krachten uittest op verschillende manieren. |                  |                |              |              |                       |
| |                  |                |              |              |                       |
| "All the Way" | 30 oktober 2001  | 6ABB06         | 106          | 6x06         | 156                   |
| Xander kondigt eindelijk zijn verloving met Anya aan; Dawn sluipt weg tijdens Halloween; Willow gebruikt magie met overgave. |                  |                |              |              |                       |
| |                  |                |              |              |                       |
| "Once More, With Feeling" | 6 november 2001  | 6ABB07         | 107          | 6x07         | 158                   |
| Een mysterieuze kracht zorgt ervoor dat alle inwoners van Sunnydale in zingen uitbarsten en zo hun ware gevoelens tonen; Buffy en Spike komen nader tot elkaar.                                                                                        |                  |                |              |              |                       |
| |                  |                |              |              |                       |
| "Tabula Rasa" | 13 november 2001 | 6ABB08         | 108          | 6x08         | 160                   |
| Tara is boos op Willow omdat ze te veel magie gebruikt. Een daarop uit de hand gelopen spreuk zorgt ervoor dat de gang hun geheugen verliezen. |                  |                |              |              |                       |
| |                  |                |              |              |                       |
| "Smashed" | 20 november 2001 | 6ABB09         | 109          | 6x09         | 162                   |
| Willow tovert Amy weer terug als mens na haar lange transformatie als rat. Spike ontdekt dat hij Buffy pijn kan doen, zonder dat zijn chip afgaat. De twee gaan een gevecht met elkaar aan wat een verrassende afloop krijgt.                          |                  |                |              |              |                       |
| |                  |                |              |              |                       |
| "Wrecked" | 27 november 2001 | 6ABB10         | 110          | 6x10         | 163                   |
| Buffy is geschokt na haar wilde nacht met Spike; Willow ondergaat de consequenties van haar verslaving. |                  |                |              |              |                       |
| |                  |                |              |              |                       |
| "Gone" | 8 januari 2002   | 6ABB11         | 111          | 6x11         | 165                   |
| Een Sociale Dienstwerkster dreigt Dawn bij Buffy weg te halen; het Trio maakt per ongeluk Buffy onzichtbaar. |                  |                |              |              |                       |
| |                  |                |              |              |                       |
| "Doublemeat Palace" | 29 januari 2002  | 6ABB12         | 112          | 6x12         | 168                   |
| De Doder neemt een baantje bij een vreemde fastfoodketen waar een aantal mensen zijn verdwenen; Anya krijgt bezoek van een oude vriendin met vragen over haar relatie met Xander.                                                                      |                  |                |              |              |                       |
| |                  |                |              |              |                       |
| "Dead Things" | 5 februari 2002  | 6ABB13         | 113          | 6x13         | 170                   |
| Buffy's depressie komt tot een persoonlijk dieptepunt; Warrens capriolen worden dodelijk. |                  |                |              |              |                       |
| |                  |                |              |              |                       |
| "Older and Far Away" | 12 februari 2002 | 6ABB14         | 114          | 6x14         | 171                   |
| Dawn voelt zich een buitenbeentje op Buffy's verjaardag, die onbewust de Doder en haar vrienden vasthoudt in hun huis met een gevaarlijke demon. |                  |                |              |              |                       |
| |                  |                |              |              |                       |
| "As You Were" | 26 februari 2002 | 6ABB15         | 115          | 6x15         | 174                   |
| Buffy is verrast met het plotselinge bezoek van Riley en naar wie hij op zoek is. |                  |                |              |              |                       |
| |                  |                |              |              |                       |
| "Hell's Bells" | 5 maart 2002     | 6ABB16         | 116          | 6x16         | 176                   |
| De grote dag is aangebroken voor Xander en Anya, maar Xander gaat twijfelen over zijn aanstaande huwelijk nadat hij een glimp van zijn toekomst heeft gezien.                                                                                          |                  |                |              |              |                       |
| |                  |                |              |              |                       |
| "Normal Again" | 12 maart 2002    | 6ABB17         | 117          | 6x17         | 177                   |
| Een demonenvergif laat Buffy geloven dat ze in een gesticht woont in Los Angeles en dat haar vrienden, zus en heel Sunnydale helemaal niet bestaan. |                  |                |              |              |                       |
| |                  |                |              |              |                       |
| "Entropy" | 30 april 2002    | 6ABB18         | 118          | 6x18         | 181                   |
| Anya zoekt wraak op Xander en vindt troost bij Spike; Willow en Tara hebben weer een date. |                  |                |              |              |                       |
| |                  |                |              |              |                       |
| "Seeing Red" | 7 mei 2002       | 6ABB19         | 119          | 6x19         | 183                   |
| Willow en Tara zijn weer bij elkaar; Warren zoekt een methode om de Doder te doden. |                  |                |              |              |                       |
| |                  |                |              |              |                       |
| "Villains" | 14 mei 2002      | 6ABB20         | 120          | 6x20         | 185                   |
| Willows verdriet duwt haar over het randje. Na Buffy om magische wijze te hebben gered, gaat een duistere Willow op jacht naar Warren. |                  |                |              |              |                       |
| |                  |                |              |              |                       |
| "Two to Go" | 21 mei 2002      | 6ABB21         | 121          | 6x21         | 187                   |
| De Scoobies moeten Jonathan en Andrew beschermen tegen Willow; er lijkt nu niets meer Willow te kunnen stoppen totdat een oude vriend terugkeert naar Sunnydale.                                                                                       |                  |                |              |              |                       |
| |                  |                |              |              |                       |
| "Grave" | 21 mei 2002      | 6ABB22         | 122          | 6x22         | 188                   |
| Willow verslaat Giles door hem te ontdoen van zijn magische krachten en besluit om een einde te maken aan de wereld om haar verdriet en dat van iedereen te beëindigen door een apocalyps te veroorzaken. Het is de vraag wie Willow nu kan stoppen... |                  |                |              |              |                       |

| Mini-content: Buffyverse afleveringen "BS" = Buffy seizoen, "AS" = Angel seizoen | Mini-content: Buffyverse afleveringen "BS" = Buffy seizoen, "AS" = Angel seizoen | Mini-content: Buffyverse afleveringen "BS" = Buffy seizoen, "AS" = Angel seizoen | Mini-content: Buffyverse afleveringen "BS" = Buffy seizoen, "AS" = Angel seizoen | Mini-content: Buffyverse afleveringen "BS" = Buffy seizoen, "AS" = Angel seizoen | Mini-content: Buffyverse afleveringen "BS" = Buffy seizoen, "AS" = Angel seizoen | Mini-content: Buffyverse afleveringen "BS" = Buffy seizoen, "AS" = Angel seizoen | Mini-content: Buffyverse afleveringen "BS" = Buffy seizoen, "AS" = Angel seizoen |
| -------------------------------------------------------------------------------- | -------------------------------------------------------------------------------- | -------------------------------------------------------------------------------- | -------------------------------------------------------------------------------- | -------------------------------------------------------------------------------- | -------------------------------------------------------------------------------- | -------------------------------------------------------------------------------- | -------------------------------------------------------------------------------- |
| BS1                                                                              | BS2                                                                              | BS3                                                                              | BS4                                                                              | BS5                                                                              | BS6                                                                              | BS7                                                                              | -                                                                                |
| -                                                                                | -                                                                                | -                                                                                | AS1                                                                              | AS2                                                                              | AS3                                                                              | AS4                                                                              | AS5                                                                              |

## Seizoen 7 (2002-2003)
| Titel | Release datum VS  | Productie code | Aflevering ? | Aflevering ? | Buffyverse aflevering |
| --- | ----------------- | -------------- | ------------ | ------------ | --------------------- |
| "Lessons" | 24 september 2002 | 7ABB01         | 123          | 7x01         | 189                   |
| Sunnydale High heropent en Dawn krijgt daar al snel met geesten van overledenen te maken. Giles is bezig met Willows rehabilitatie in Engeland. |                   |                |              |              |                       |
| |                   |                |              |              |                       |
| "Beneath You" | 1 oktober 2002    | 7ABB02         | 124          | 7x02         | 190                   |
| De bende vechten tegen een grote ondergrondse demon. Buffy ontdekt waarom Spike doordraait. Willow maakt zich klaar om naar huis te gaan. |                   |                |              |              |                       |
| |                   |                |              |              |                       |
| "Same Time, Same Place" | 8 oktober 2002    | 7ABB03         | 125          | 7x03         | 192                   |
| Willow kan haar vrienden niet vinden in Sunnydale, waar lijken worden gevonden zonder huid. |                   |                |              |              |                       |
| |                   |                |              |              |                       |
| "Help" | 15 oktober 2002   | 7ABB04         | 126          | 7x04         | 194                   |
| Buffy wordt vertrouwenspersoon op Sunnydale High en ontmoet een meisje dat haar eigen dood voorspelt. |                   |                |              |              |                       |
| |                   |                |              |              |                       |
| "Selfless" | 22 oktober 2002   | 7ABB05         | 127          | 7x05         | 196                   |
| Buffy moet tegen Anya vechten omdat Anya te ver is gegaan met het uitvoeren van een wraakspreuk op een groep studenten. Xander en Willow proberen ondertussen een andere oplossing.                                                                                              |                   |                |              |              |                       |
| |                   |                |              |              |                       |
| "Him" | 5 november 2002   | 7ABB06         | 128          | 7x06         | 199                   |
| De jonge vrouwen van Sunnydale vallen voor een middelbare scholier die quarterback is; Xander en Spike worden kamergenoten waar Xander niet blij mee is. |                   |                |              |              |                       |
| |                   |                |              |              |                       |
| "Conversations with Dead People" | 12 november 2002  | 7ABB07         | 129          | 7x07         | 201                   |
| De bende staat individueel oog in oog met bekende gezichten uit hun verleden. |                   |                |              |              |                       |
| |                   |                |              |              |                       |
| "Sleeper" | 19 november 2002  | 7ABB08         | 130          | 7x08         | 203                   |
| Buffy onderzoekt aantal moorden die mogelijk het werk zijn van Spike. |                   |                |              |              |                       |
| |                   |                |              |              |                       |
| "Never Leave Me" | 26 november 2002  | 7ABB09         | 131          | 7x09         | 204                   |
| Terwijl het Eerste en zijn volgelingen een aanval lanceren op de Wachters Raad, probeert Buffy erachter te komen wat de gevolgen zijn als ze Spike onderbrengen in haar huis. Xander en Anya ondervragen Andrew, nadat Willow hem betrapt op het kopen van bloed bij een slager. |                   |                |              |              |                       |
| |                   |                |              |              |                       |
| "Bring on the Night" | 17 december 2002  | 7ABB10         | 132          | 7x10         | 205                   |
| Giles arriveert met drie potentiële doders; de Scoobies onderzoeken het Eerste Kwaad; Buffy vecht tegen een oeroude vampier. |                   |                |              |              |                       |
| |                   |                |              |              |                       |
| "Showtime" | 7 januari 2003    | 7ABB11         | 133          | 7x11         | 206                   |
| Buffy moet het vertrouwen van de potentiële doders terugwinnen door de Turok-Han vampier te doden. |                   |                |              |              |                       |
| |                   |                |              |              |                       |
| "Potential" | 21 januari 2003   | 7ABB12         | 134          | 7x12         | 208                   |
| Buffy en Spike organiseren een cursus om de potentiële doders voor te bereiden, terwijl een spreuk van Willow een andere potentiële doder aanwijst in Sunnydale. |                   |                |              |              |                       |
| |                   |                |              |              |                       |
| "The Killer in Me" | 4 februari 2003   | 7ABB13         | 135          | 7x13         | 211                   |
| Willow staat oog in oog met haar eigen demonen; Buffy raakt slaags met de overheid om Spike zijn gedrags-chip die niet meer goed functioneert. |                   |                |              |              |                       |
| |                   |                |              |              |                       |
| "First Date" | 11 februari 2003  | 7ABB14         | 136          | 7x14         | 213                   |
| Buffy accepteert een uitnodiging van Rector Wood om uit eten te gaan; Anya is jaloers wanneer Xander ook een date heeft. |                   |                |              |              |                       |
| |                   |                |              |              |                       |
| "Get It Done" | 18 februari 2003  | 7ABB15         | 137          | 7x15         | 215                   |
| Buffy leert meer over de Eerste Doder en komt in contact met de Schaduwmannen die de eerste Doder hebben gecreëerd. |                   |                |              |              |                       |
| |                   |                |              |              |                       |
| "Storyteller" | 25 februari 2003  | 7ABB16         | 138          | 7x16         | 216                   |
| Andrew maakt een documentaire over de gebeurtenissen in Sunnydale en wordt gedwongen om zijn gemaakte fouten onder ogen te zien. |                   |                |              |              |                       |
| |                   |                |              |              |                       |
| "Lies My Parents Told Me" | 25 maart 2003     | 7ABB17         | 139          | 7x17         | 220                   |
| De bende onderzoekt hoe het Eerste Kwaad de macht heeft over Spike; Rector Wood en Giles werken samen buiten Buffy om, om Spike uit te schakelen. |                   |                |              |              |                       |
| |                   |                |              |              |                       |
| "Dirty Girls" | 15 april 2003     | 7ABB18         | 140          | 7x18         | 224                   |
| Faith keert terug naar Sunnydale; Buffy leidt de troepen in een gevecht tegen de rechterhand van het Eerste Kwaad, de afvallige priester Caleb. |                   |                |              |              |                       |
| |                   |                |              |              |                       |
| "Empty Places" | 29 april 2003     | 7ABB19         | 141          | 7x19         | 227                   |
| Buffy verliest het vertrouwen van de groep na de nederlaag in de wijngaard en wordt haar eigen huis uitgezet; Faith wordt de nieuwe leider. |                   |                |              |              |                       |
| |                   |                |              |              |                       |
| "Touched" | 6 mei 2003        | 7ABB20         | 142          | 7x20         | 229                   |
| Een gedeprimeerde Buffy wordt getroost door Spike; de Scoobies vangen en ondervragen een Brenger; Faith bedenkt een plan. |                   |                |              |              |                       |
| |                   |                |              |              |                       |
| "End of Days" | 13 mei 2003       | 7ABB21         | 143          | 7x21         | 231                   |
| Buffy vindt een speciale zeis in de grot; een oude vriend keert terug naar Sunnydale. |                   |                |              |              |                       |
| |                   |                |              |              |                       |
| "Chosen" | 20 mei 2003       | 7ABB22         | 144          | 7x22         | 232                   |
| Buffy gaat het gevecht aan tegen het Eerste Kwaad en wil de Hellemond eens en voor altijd afsluiten. |                   |                |              |              |                       |

| Mini-content: Buffyverse afleveringen "BS" = Buffy seizoen, "AS" = Angel seizoen | Mini-content: Buffyverse afleveringen "BS" = Buffy seizoen, "AS" = Angel seizoen | Mini-content: Buffyverse afleveringen "BS" = Buffy seizoen, "AS" = Angel seizoen | Mini-content: Buffyverse afleveringen "BS" = Buffy seizoen, "AS" = Angel seizoen | Mini-content: Buffyverse afleveringen "BS" = Buffy seizoen, "AS" = Angel seizoen | Mini-content: Buffyverse afleveringen "BS" = Buffy seizoen, "AS" = Angel seizoen | Mini-content: Buffyverse afleveringen "BS" = Buffy seizoen, "AS" = Angel seizoen | Mini-content: Buffyverse afleveringen "BS" = Buffy seizoen, "AS" = Angel seizoen |
| -------------------------------------------------------------------------------- | -------------------------------------------------------------------------------- | -------------------------------------------------------------------------------- | -------------------------------------------------------------------------------- | -------------------------------------------------------------------------------- | -------------------------------------------------------------------------------- | -------------------------------------------------------------------------------- | -------------------------------------------------------------------------------- |
| BS1                                                                              | BS2                                                                              | BS3                                                                              | BS4                                                                              | BS5                                                                              | BS6                                                                              | BS7                                                                              | -                                                                                |
| -                                                                                | -                                                                                | -                                                                                | AS1                                                                              | AS2                                                                              | AS3                                                                              | AS4                                                                              | AS5                                                                              |

Totaal aantal afleveringen: 144